# Измайлово (гостиничный комплекс)

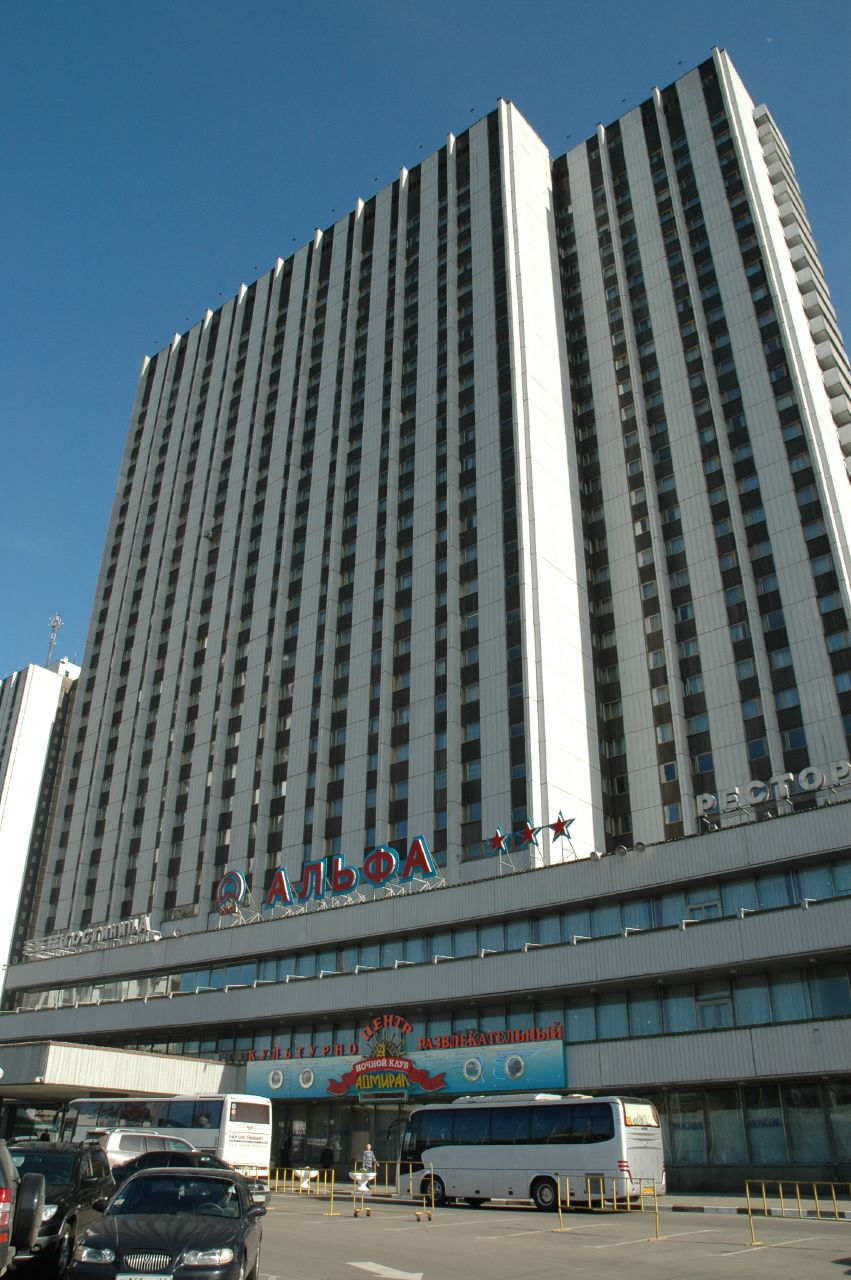
Гостиница Измайлово, блок А

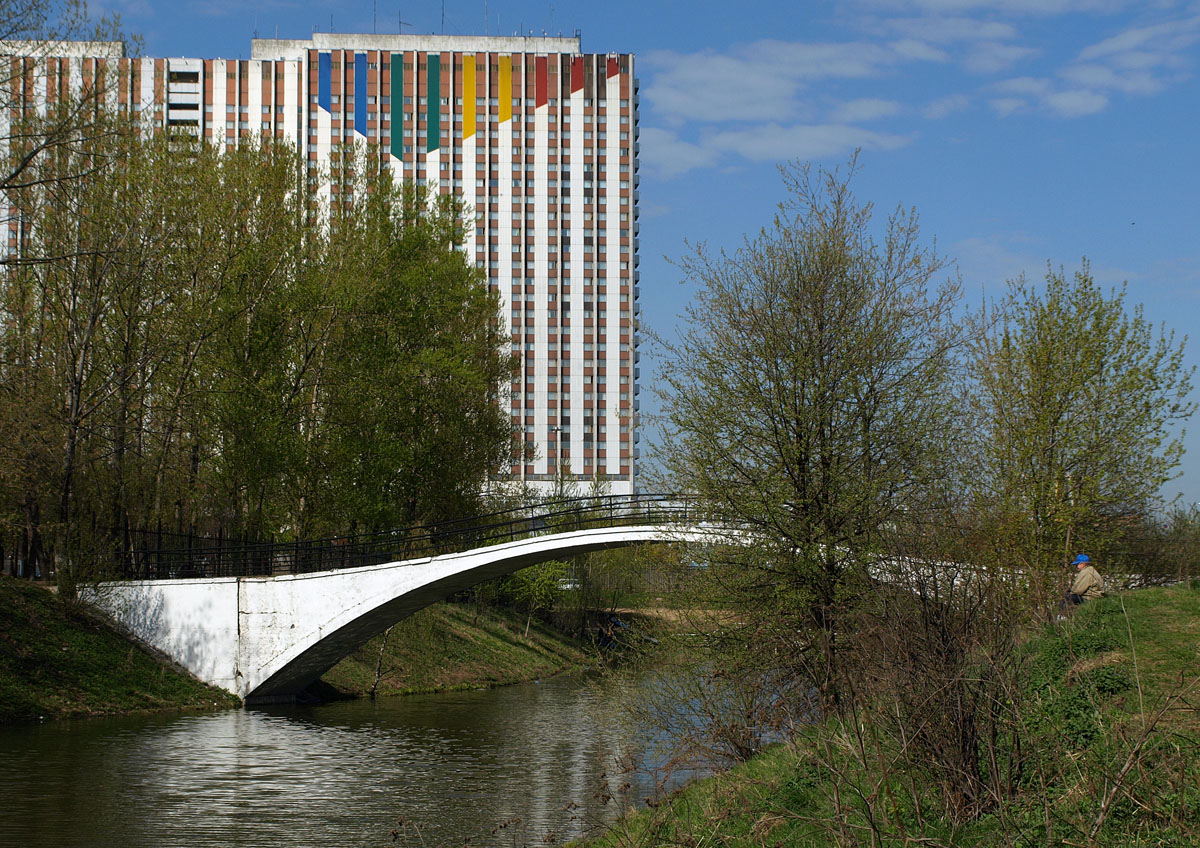
Гостиничный комплекс Измайлово

Гостиничный комплекс «Измайлово» в Москве расположен к западу от бывшей царской усадьбы Измайлово на Серебряно-Виноградных прудах (р. Серебрянка) и был построен для обслуживания XXII Олимпийских игр, проходивших в Москве в 1980 году. Имея 5000 номеров, занимает 8-ю строчку в списке крупнейших гостиниц мира. По состоянию на 2016 год собственником зданий «Альфа», «Бета», «Дельта», «Гамма» и «Вега» являлось ОАО «ТГК „Измайлово“», 75 % которого принадлежало Московской федерации профсоюзов.
Коллектив авторов, создавших проект комплекса, был удостоен Государственной премии СССР 1982 года.

## Строительство

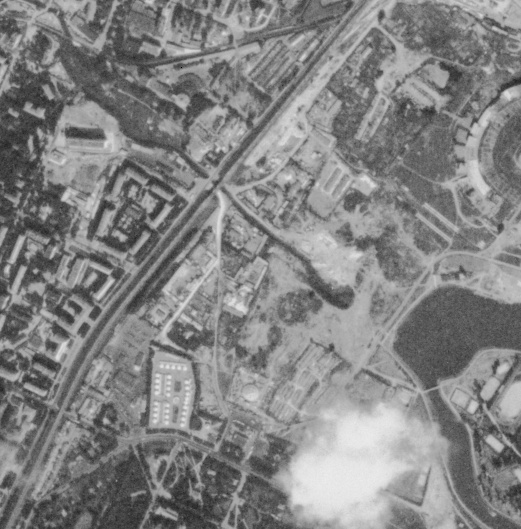
Площадка перед строительством. Космоснимок июля 1970 года.

Активная фаза проектирования и строительства проходила с 1974 по 1980 год. Проектирование и авторский надзор за строительством — сначала под руководством архитектора Д. И. Бурдина (1914—1978), затем после его смерти — Ю. Р. Рабаева (1927—1993), осуществлял большой творческий коллектив архитекторов в составе: В. А. Климов, Е. В. Путятин, Ю. К. Матясов, А. С. Солдатов, В. М. Музыченко, В. А. Арялин, В. Дьяченко, А. И. Чернета, М. М. Арутчьян; инженеры: М. Н. Швехман, Е. Скородумов, Н. А. Кручинин, И. Шац, Б. Файнштейн, Б. Антонов, И. Булкин, Л. Сурмин. Проект благоустройства и озеленения — П. Б. Ивацевич, М. Баранов, Д. Петров.
Конструктивное решение по генеральному плану 1970 года гласило: свайное поле с монолитным ростверком, сборный железобетонный каркас по номенклатуре типовых изделий со сборными стенками жёсткости. Ограждающие конструкции по индивидуальной разработке. Было предусмотрено выполнение сборных ограждающих панелей и пилонов на белом цементе в опалубке из нержавеющей стали. Впоследствии опалубочные формы фасадных панелей, не выработавшие своего ресурса, использовались при постройке гостиницы «Комета» на проспекте Вернадского.
Заказчик проекта — Совет по туризму и экскурсиям ВЦСПС. Генеральный подрядчик — Главмосстрой, Трест «Мосстрой-31» (Управляющий В. Аллавердов).

## Состав комплекса
- Пять 30-этажных, идентичных по планировке, жилых корпусов общей вместимостью 10 000 мест: «Альфа», «Бета», «Вега», «Гамма» и «Дельта», символизирующие пять олимпийских колец[2];
- фабрика-заготовочная для ресторанов;
- киноконцертный зал на 1000 мест с системой синхронного перевода (архитекторы В. А. Климов, Е. В. Путятин;
- монументальный скульптурный фриз — художник З. К. Церетели);
- центральная инженерно-техническая зона, в составе: ТП, ЦТП, гараж и зарядная для электрокаров, отделение полиции (архитектор Е. В. Путятин);
- при жилых корпусах расположены вместительные подземные гаражи-стоянки для автобусов и легковых автомобилей и технологические дебаркадеры для жилых помещений и ресторанов;
- жилые корпуса, техническая зона и фабрика-заготовочная соединяются двухэтажным коммуникацио-транспортным туннелем на уровне подвальных этажей.

Жилые корпуса оснащены скоростными лифтами финского и отечественного производства. Две группы по 6 скоростных лифтов в каждом корпусе обеспечивают связь жилых этажей с вестибюльной группой. Мебель для жилых номеров, вестибюльных групп и ресторанов была выполнена по эскизам авторов-архитекторов мебельными фирмами Литвы и Финляндии. В облицовке стен ресторанов широко использовалась керамическая рельефная плитка литовского производства, выполненная по уникальным специальным рисункам.
В структуре жилых номеров основное количество составляют двухместные, меньшую часть — одноместные и небольшое количество номеров люкс. Вместимость ресторанов рассчитана на обслуживание всех проживающих в одну посадку, так как после Олимпиады предполагалось использование гостиниц в основном для группового туризма по линии профсоюзов.
Основные показатели объекта:
- Вместимость — 10 000 мест.
- Общая кубатура — около 1 500 000 м³.
- Стоимость строительства — 188 млн руб.
- Общее количество лифтов — 109, в том числе 61 скоростных пассажирских и 48 грузовых лифтов.